# ЧС8

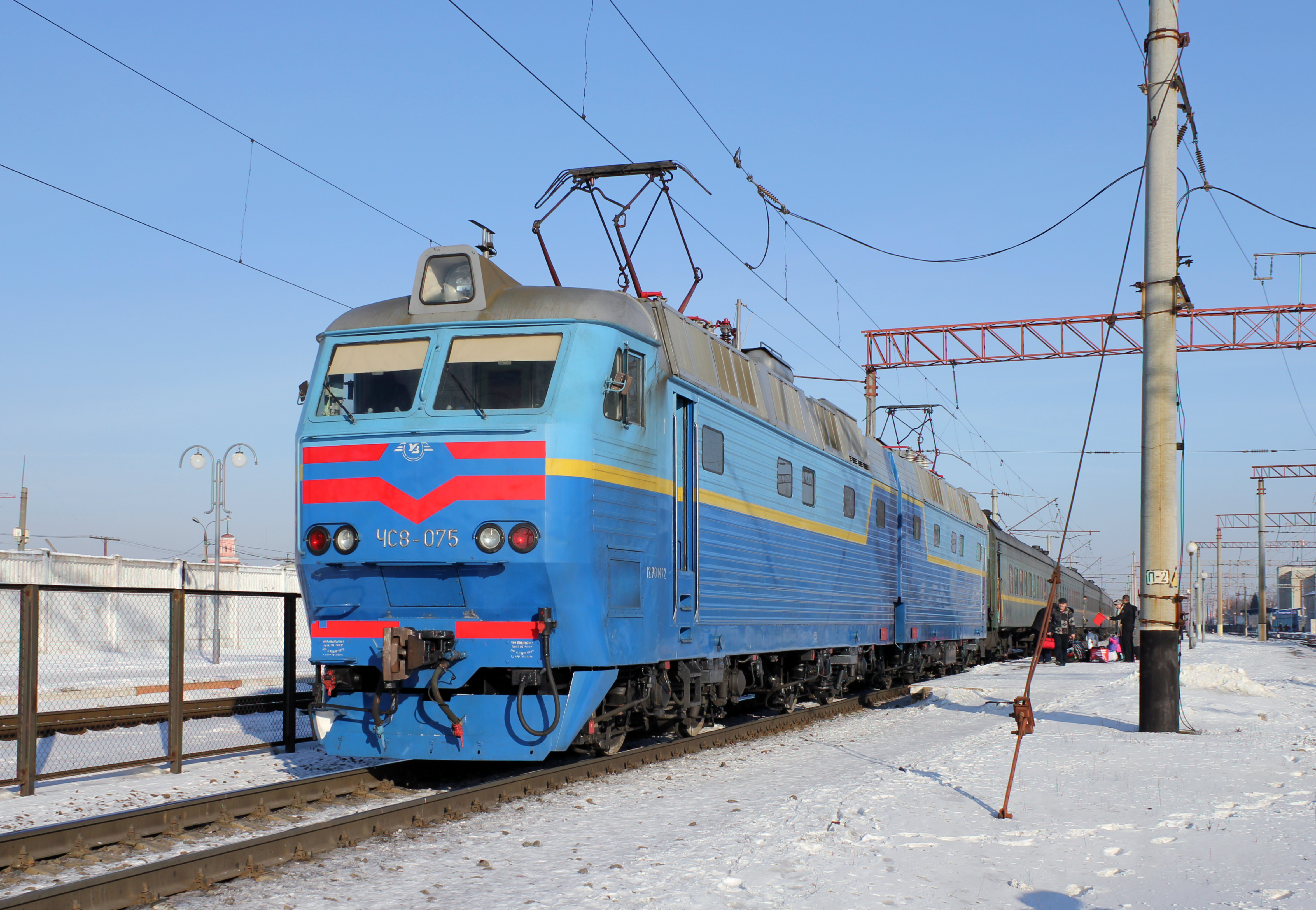
Електровоз ЧС8-075, Вінниця

Електровоз ЧС8 — восьмивісний магістральний пасажирський електровоз змінного струму чеського виробництва. Серійно випускався для залізниць СРСР із 1983 по 1989 рік в місті Плзень, Чехія. Електровоз експлуатується в Україні і Росії.

## Історія
У кінці 1970-х пасажиропотік на залізницях СРСР досяг критичного рівня: подальше збільшення кількості призначуваних пасажирських поїздів можна було здійснити лише за рахунок скорочення вантажного руху. Будівництво додаткових головних колій Держплан СРСР вважав надто дорогим, і вихід був знайдений в збільшенні числа вагонів в пасажирських складах. Однак масовий пасажирський електровоз змінного струму ЧС4т різко погіршував технічні характеристики (і вимагав більш частого ремонту) при експлуатації з більш ніж 18 вагонами. ЧС4т втрачав розгінний потенціал з 21 вагоном при швидкостях близько 100 км / год, та й потужність реостатного гальма була недостатня для довгих складів. Позитивний досвід ЧС6 підказував, що для ведення більш 20 вагонів з усталеною швидкістю 120 км / год потужність локомотива треба було збільшувати на 25 %.
З метою збільшення кількості вагонів (до 32) в пасажирських поїздах і прискорення до 140 км / год середніх складів (16-19 вагонів) створювалися восьмивісні пасажирські електровози постійного і змінного струму. Для роботи на постійному струмі на заводі Škoda був спроектований електровоз ЧС7 (заводське позначення серії 82E), а на початку 1983 року завод виготовив перший дослідний восьмивісний пасажирський електровоз змінного струму ЧС8-001 (заводський тип 81E0), який почав заводську серію 81E. У тому ж році був випущений другий дослідний локомотив того ж типу — ЧС8-002. Вони мали безліч відмінностей від серійних машин — зокрема, на пультах машиніста для вказівки позицій перемикача ступенів були встановлені по два сельсина зі стрілками (як на електровозах ЧС4 і ЧС4т), на серійних електровозах замінені на електронні світлодіодні покажчики.
Випробування ЧС8-002 проводилися в СРСР, а ЧС8-001 — в Чехословаччині (книга В. А. Ракова про це містить неправильні відомості). Після випробувань обидва локомотива були спрямовані в локомотивне депо Київ (точніше, обидва електровоза прибули в депо Київ, а звідти прямували на випробування і виставки).
У 1987 році були побудовані ще 30 електровозів ЧС8 (тип 81E1), а в 1989 році — останні 50 (тип 81E2). ЧС8 перших (до 30-х номерів) і останніх випусків (з 70-х номерів по останній електровоз № 82) направлялися в депо Київ, середніх випусків (з 40-х по 70-і номери) в депо Тимашевська Північно-Кавказької залізниці. Електровози 81E0 пізніше були фактично переобладнані в 81E2. ЧС8-001 пережив пожежу, але був відновлений і працює в ТЧ Київ-Пасажирський і понині. Кілька електровозів були розбиті (наприклад, 022), і частину їх довелося списати через деформацію рами. Електровоз ЧС8-079 згорів дотла після зіткнення біля станції Плиски, відновленню не підлягав і був розрізаний.